# 大麻新町
大麻新町（おおあさしんまち）とは、北海道江別市の町丁。郵便番号は069-0863。人口は1403人、世帯数は638世帯（2023年12月1日現在）。丁目の設定のない単独町名である。住居表示は全域で未実施。

## 地理
大麻新町は函館本線の北西側に位置する地域で、町の境界線部に2番通、町内に11丁目通が横断している。

## 歴史

### 年表
- 1974年（昭和49年）
  - 11月1日 - 「元野幌」の一部が「大麻新町」に町名地番変更[5]。

### 町名の変遷
町名の変遷は以下の通りである。
| 実施後   | 実施年月日    | 実施前（各町名ともその一部） |
| -------- | ------------- | ---------------------------- |
| 大麻新町 | 1974年11月1日 | 元野幌                       |

## 世帯数と人口
2023年（令和5年）12月1日現在の世帯数と人口は以下の通りである。
| 町丁     | 世帯    | 人口    |
| -------- | ------- | ------- |
| 大麻新町 | 638世帯 | 1,403人 |
| 計       | 638世帯 | 1,403人 |

### 人口の変遷
国勢調査による人口の推移。
| 1995年（平成7年）  | 1,061人 | [ 6 ]  |  |
| 2000年（平成12年） | 1,172人 | [ 7 ]  |  |
| 2005年（平成17年） | 1,261人 | [ 8 ]  |  |
| 2010年（平成22年） | 1,269人 | [ 9 ]  |  |
| 2015年（平成27年） | 1,236人 | [ 10 ] |  |
| 2020年（令和2年）  | 1,297人 | [ 11 ] |  |

### 世帯数の変遷
国勢調査による世帯数の推移。
| 1995年（平成7年）  | 378世帯 | [ 6 ]  |  |
| 2000年（平成12年） | 416世帯 | [ 7 ]  |  |
| 2005年（平成17年） | 496世帯 | [ 8 ]  |  |
| 2010年（平成22年） | 499世帯 | [ 9 ]  |  |
| 2015年（平成27年） | 498世帯 | [ 10 ] |  |
| 2020年（令和2年）  | 524世帯 | [ 11 ] |  |

## 小・中学校の通学区
小・中学校の通学区は以下の通り。
| 町丁     | 字・番地 | 小学校       | 中学校       |
| -------- | -------- | ------------ | ------------ |
| 大麻新町 | 全域     | 大麻泉小学校 | 大麻東中学校 |

## 施設

### 公園
- 若葉公園（大麻新町10-12）[13]
- たけぶえ公園（大麻新町22-42）[13]
- ひよどり公園（大麻新町27-70,40-1）[13]
- 大麻新町公園（大麻新町29-3他）[13]

### 医療・福祉
- むらかみ内科クリニック（大麻新町7-6）[14]

### 企業・店舗
- ほっともっと 大麻新町店（大麻新町1-2）[15]
- ニスコ進学スクール 大麻教室（大麻新町1-10）[16]
- apollostation 江別大麻SS（大麻新町7-2-3）[17]
- シダ薬局江別店（大麻新町7-17）[18]
- アルファ調剤薬局 大麻店（大麻新町22-5）[19]
- ファミリーマート 江別大麻新町店（大麻新町23-1）[20]

### その他
- 瑞巖寺（大麻新町11-1）[21]

## 交通

### 鉄道
- 鉄道駅は町内には存在しない。最寄り駅は函館本線の大麻駅。
  - 北海道旅客鉄道
    - ■函館本線

### バス
- 町内に ジェイアール北海道バス及び北海道中央バスの路線がある[22]。

### 道路
- 一般国道
  - 町内に一般国道は存在しない[23]。

- 一般道道
  - 北海道道626号東雁来江別線[23]

- 都市計画道路
  - 3・4・313 2番通・北海道道626号東雁来江別線[23][24]
  - 3・4・324 11丁目通[23][24]